# Broken Sword
Broken Sword je ime za serijal avanturističkih igara koje je stvorio dizajner Charles Cecil koji radi za tvrtku Revolution Software. Igra se vrti oko avanture dvojca: George Stobbarta (amerikanca) i Nico Collard (francuskinje). Prve dvije igre u serijalu upravljane su s tradicionalnim point and click sučeljem. Dok su treća i četvrta instalacija zasnovana trodimenzijalnom stroju. Treća igra ima direktno upravljanje, dok četvrta igra u instalaciji je point-and-click unutar trodimenzijalnog stroja.